# Helvetia Benigna-Medaille

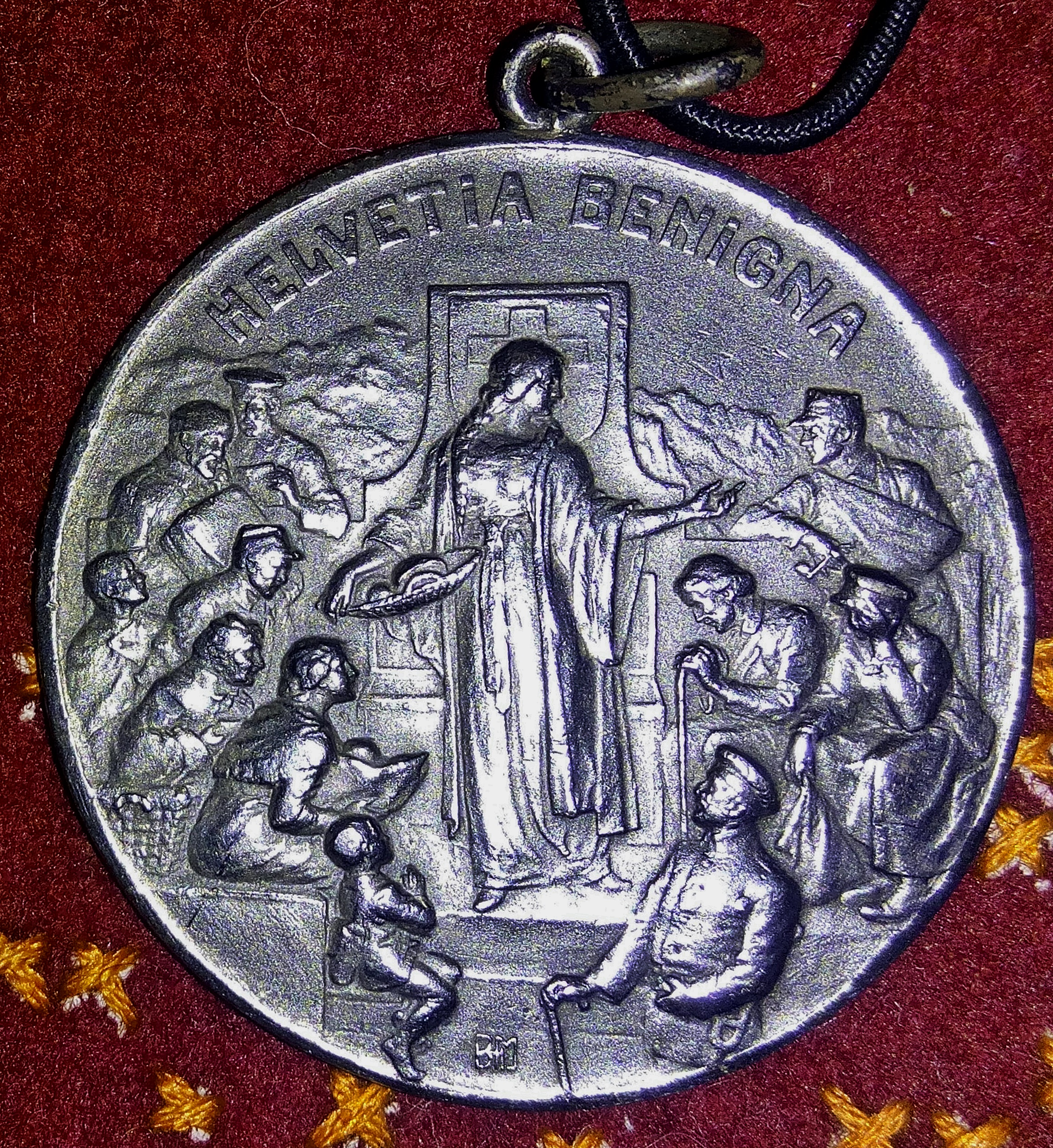
Helvetia-Benigna-Medaille, Vorderseite

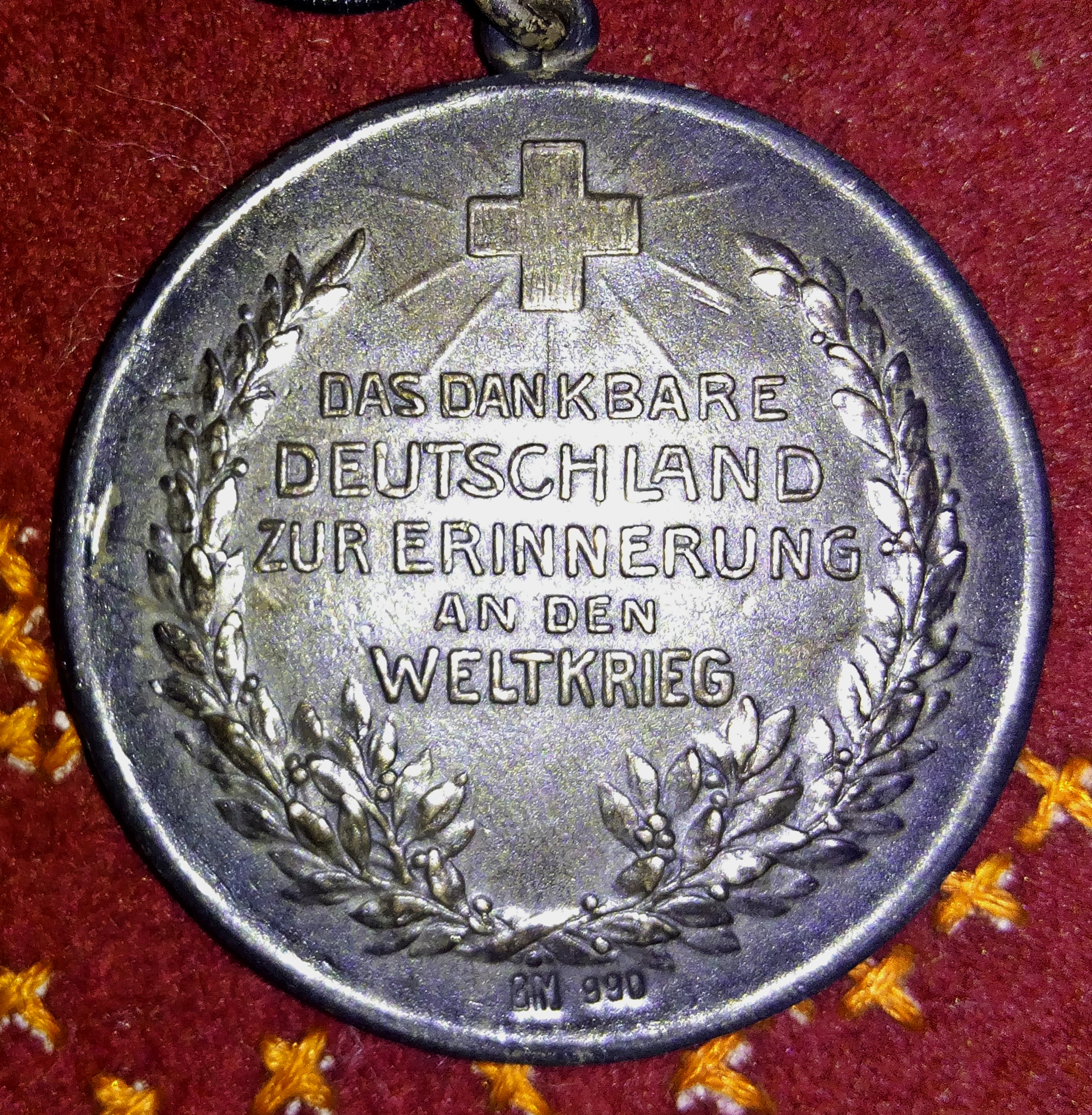
Helvetia-Benigna-Medaille, Rückseite

Die Helvetia Benigna-Medaille wurde am 15. Mai 1917 durch Kaiser Wilhelm II. gestiftet und konnte an Schweizer Staatsangehörige verliehen werden, die sich während des Ersten Weltkriegs Verdienste in der Fürsorge um deutsche Kriegsgefangene und Internierte erworben haben.

## Aussehen
Das Ordenszeichen ist eine silberne Medaille, die auf der Vorderseite die Helvetia, vor Bergkulisse und Schweizer Wappen, mit der rechten Hand einen Brotkorb tragend, umgeben von verwundeten Soldaten sowie von Zivilpersonen, zeigt. Über allem stehen die Worte HELVETIA BENIGNA. Auf der Rückseite ist, von einem Lorbeerkranz umgeben, die Inschrift DAS DANKBARE DEUTSCHLAND ZUR ERINNERUNG AN DEN WELTKRIEG zu sehen. Darüber schwebend das Schweizer Kreuz.

## Besonderes
Da die Schweiz keine tragbaren Orden und Ehrenzeichen kennt, ja solche sogar verbietet, die Medaille aber nur für Schweizer Bürger bestimmt war, wurde mit einem Trick das Trageverbot umgangen. Man stiftete zu der Medaille kein Band, sondern man versah sie lediglich mit einem kleinen Ring, so dass sie – bei Wunsch – sichtbar, als Anhänger, an der Uhrkette der damals noch allgemein üblichen Taschenuhr getragen werden konnte.